# ¡Viva el Amor!
¡Viva el Amor! è il settimo album del gruppo The Pretenders, pubblicato nel 1999 dalla WEA.

## Tracce
1. Popstar (Chrissie Hynde, Adam Seymour) - 3:34
2. Human (Shelly Peiken, Mark McEntee) - 3:55
3. From the Heart Down (Hynde, Billy Steinberg, Tom Kelly) - 3:31
4. Nails in the Road (Hynde, Steinberg, Kelly) - 3:25
5. Who's Who (Hynde) - 4:11
6. Dragway 42 (Hynde) - 5:19
7. Baby's Breath (Hynde, Steinberg, Kelly) - 3:15
8. One More Time (Hynde) - 3:15
9. Legalise Me (Hynde) - 3:51
10. Samurai (Hynde) - 4:43
11. Rabo de Nube (Silvio Rodríguez) - 1:26
12. Biker (Hynde) - 4:40

## Formazione
- Chrissie Hynde – voce, chitarra
- Adam Seymour - chitarra
- Andy Hobson - basso
- Martin Chambers – batteria

## Musicisti
- Jeff Beck - chitarra su traccia 9
- Stephen Hague - tastiere
- Andy Duncan - percussioni
- Chuck Norman - percussioni